# Копальня Різдва (Тихий океан)
Копальня Різдва (Тихий океан) – колишній гірничодобувний майданчик у центральній частині Тихого океану на острові Різдва (Кіритіматі) зі складу архіпелагу Лайн (наразі належить державі Кірибаті).
У другій половині XIX століття на тлі зростаючого попиту на добрива велись пошуки та видобуток гуано на численних островах світового океану. Зокрема, в 1871-му Phoenix Guano Company спробувала залучити до розробки гігантський атолл Різдва, базуючись на розмірах якого первісно оцінювали місцеві запаси гуано як дуже значні ("50 мільйонів тонн"). Втім, фактично атолл виявився не дуже багатим на гуано, а його великі розміри лише заважали організувати рентабельний збір добрива. Як наслідок, вже у 1872-му роботи згорнули.
Всього з острова Різдва вивезли лише біля 10 тисяч тонн гуано.